# Подволочисская поселковая община
Подволочисская поселковая община (укр. Підволочиська селищна громада) — территориальная община в Тернопольском районе Тернопольской области Украины.
Административный центр — посёлок Подволочиск.
Население составляет 18803 человека. Площадь — 352,1 км².
В соответствии с распоряжением Кабинета Министров Украины от 12 июня 2020 года, в состав общины вошла территория Подволочисского посёлкового, а также Богдановского, Галущинского, Дорофеевского, Жеребковского, Ивановского, Каменковского, Качановского, Клебановского, Мысловецкого, Ореховецкого, Рожисского, Старомищинского, Супрановского, Туровского, Хмелисковского и Черниловского сельских советов упразднённого Подволочисского района.

## Населённые пункты
В состав общины входят 1 посёлок и 22 села:
- Посёлок Подволочиск
- Богдановский старостинский округ:
  - Богдановка
- Галущинский старостинский округ:
  - Галущинцы
- Дорофеевский старостинский округ:
  - Дорофеевка
- Жеребковский старостинский округ:
  - Жеребки
- Ивановский старостинский округ:
  - Ивановка
- Каменковский старостинский округ:
  - Каменки
  - Молчановка
- Качановский старостинский округ:
  - Качановка
- Клебановский старостинский округ:
  - Клебановка
  - Шевченково
- Мысловецкий старостинский округ:
  - Мыслова
- Ореховецкий старостинский округ:
  - Ореховец
- Рожисский старостинский округ:
  - Рожиск
- Старомищинский старостинский округ:
  - Старомищина
- Супрановский старостинский округ:
  - Коршиловка
  - Росоховатец
  - Супрановка
- Туровский старостинский округ:
  - Тарноруда
  - Туровка
  - Фащевка
- Хмелисковский старостинский округ:
  - Хмелиска
- Черниговский старостинский округ:
  - Черниловка